# Aimé Bonpland

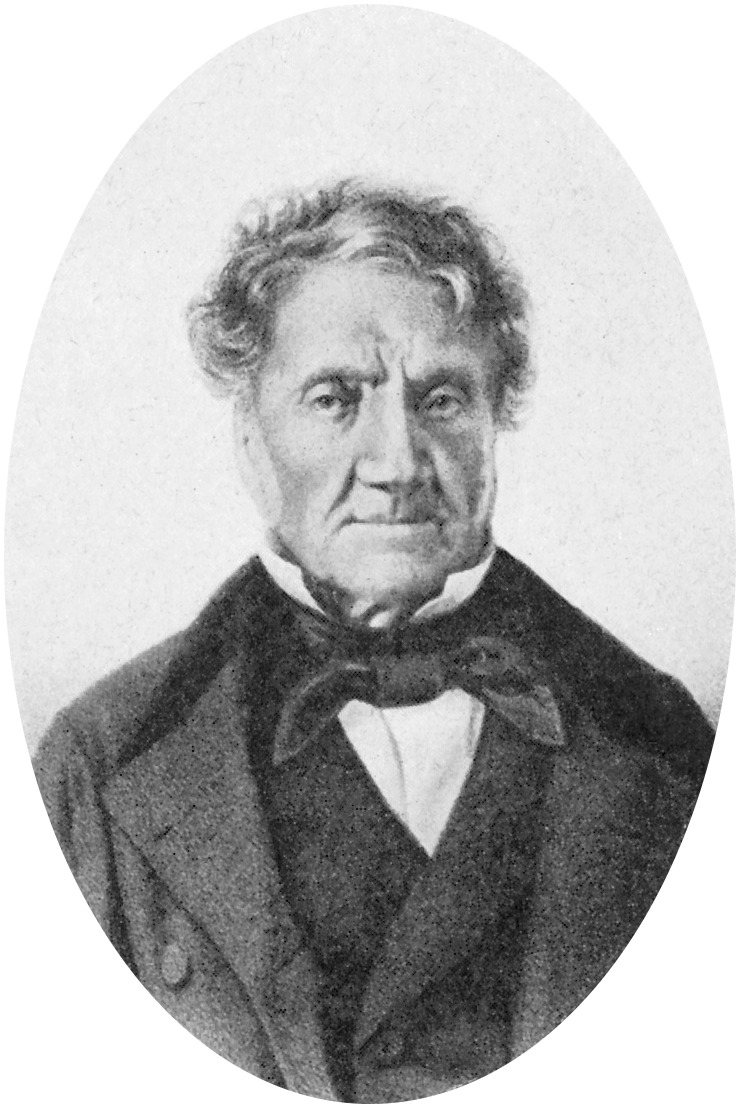
Bonpland Aimé

Aimé Bonpland (La Rochelle, 29 augustus 1773 – Santa Ana, 11 mei 1858) was een botanicus en natuuronderzoeker uit Frankrijk.
Zijn bekendheid dankt hij vooral aan zijn vriendschap en zijn Zuid-Amerikaanse expeditie met zijn Duitse collega Alexander von Humboldt.

## Levensloop en werk tot 1815
Aimé Bonpland was de zoon van een arts en diende in 1793 als scheepsarts op de Atlantische Oceaan aan boord van een Frans fregat tijdens de Eerste Coalitieoorlog. Daarna volgde hij in Parijs een artsenopleiding.
Na een min of meer toevallige ontmoeting raakte Bonpland bevriend met de grote Duitse geleerde Alexander von Humboldt. Samen met hem ondernam Bonpland van 1799 tot 1804 een ontdekkingsreis via Tenerife naar Latijns-Amerika. De twee onderzoekers waren een grote steun voor elkaar; door onder andere hun vastberadenheid en hun goede lichamelijke conditie overleefden zij deze ook naar tegenwoordige begrippen nog extreem zware tocht nagenoeg ongedeerd. Bonpland verzamelde circa 60.000 plantenmonsters, waarvan 3.500 soorten tot dan nog niet wetenschappelijk beschreven waren. In de nomenclatuur van de botanie zijn door Bonpland voor het eerst beschreven soorten voorzien van de afkorting BONPL. Toch is Bonpland altijd in de schaduw blijven staan van Von Humboldt. De door Bonpland verzamelde monsters worden bewaard in het Franse Muséum national d'histoire naturelle. Hij kan ook als medeauteur worden beschouwd van Von Humboldts magnum opus Essai sur la géographie des plantes (1805-1843).
Na zijn terugkeer in augustus 1804 werd Bonpland tot directeur van de botanische tuinen van Navarra in Spanje (dat toen, onder Napoleon Bonaparte, een provincie van Frankrijk was) en van Malmaison benoemd. Hierover schreef hij in 1813 een met 64 etsen geïllustreerd boek, getiteld Description des plantes rares, cultivées à Navarre à Malmaison. Verder gaf hij geïllustreerde boeken uit over het plantengeslacht Melastomataceae (waartoe diverse tropische bomen en struiken behoren) en over de flora van Mexico. Zijn Pruisische collega Karl Sigismund Kunth bewerkte ook een deel van Bonplands vondsten.

## Na 1815 in Zuid-Amerika
De val van keizer Napoleon schokte Bonpland zeer. Hij besloot Europa te verlaten en vertrok met medeneming van verschillende plantenzaden naar Buenos Aires en werd daar professor in de natuurwetenschappen. In oktober 1820 verhuisde hij na een conflict met de plaatselijke autoriteiten naar Paraguay. Aldaar deed hij onderzoek naar de mogelijkheid om mate op grote schaal te verbouwen. De daarvan getrokken thee is een belangrijke drank in dat deel van de wereld. Hij legde een grote mate-plantage aan in Santa Ana (niet de plaats, waar Bonpland ook stierf, en die tegenwoordig in Argentinië ligt) en stichtte ook een indianenkolonie. Hierdoor kwam Bonpland echter in conflict met de dictator van Paraguay, José Gaspar Rodríguez de Francia, die de plantage en de indianenkolonie door 800 soldaten liet bezetten en Bonpland tot gevangenisstraf veroordeelde. Pas acht jaar later, na vergeefse bemoeiingen van zijn oude vriend Von Humboldt en van de regeringen van Brazilië en van Groot-Brittannië, werd Bonpland vrijgelaten.
Bonpland woonde daarna in Brazilië en rond 1850 in de streek Corrientes in het huidige Argentinië. Omdat Bonpland de Paraguayaanse overheid had geholpen in de hoofdstad Asuncion een museum op te richten, kreeg hij daar als dank een klein landgoed cadeau. Bonplands verdere plannen ter verbetering van de gezondheidszorg en de landbouwproductie konden wegens geldgebrek niet meer uitgevoerd worden. Bonpland stierf berooid in een dorpje Santa Ana, dat na zijn dood in 1859 werd omgedoopt in Bonpland.

## Te zijner ere
- In 1857 werd Bonpland verkozen tot lid van de geleerde academie Leopoldina.
- Sinds 1808 was hij corresponderend lid van de Bayerische Akademie der Wissenschaften.
- Naar hem is vernoemd:
  - een plantengeslacht Bonplandia, een Mexicaanse soort vlambloem
  - een soort orchidee behorend tot de Maxillarieae, oorspronkelijk genaamd Ornithocephalus bonplandii, tegenwoordig genaamd Ornithocephalus gladiatus
  - een soort inktvis behorend tot de Magnapinnidae, genaamd Grimalditeuthis bonplandi
  - een Zuid-Amerikaanse cactussoort Harrisia bonplandii
  - de door de Belgische astronoom Eric Elst ontdekte planetoïde met het officiële nummer 9587 Bonpland
  - een maankrater
  - een straat in de stad Buenos Aires
  - een berg in de Andes in Venezuela, de Pico Bonpland
  - het Argentijnse dorp waar hij in 1858 overleed, Bonpland

- Bibsys: 1059601
- Biblioteca Nacional de España: XX1441030
- Bibliothèque nationale de France: cb122787483 (data)
- Author citation (botany): Bonpl.
- CiNii: DA02805952
- Gemeinsame Normdatei: 118661604
- International Standard Name Identifier: 0000 0001 2101 3124
- Library of Congress Control Number: n50042217
- Nationale Bibliotheek van Letland: 000250108
- Nationale Bibliotheek van Tsjechië: xx0002533
- Nationale bibliotheek van Australië: 35020204
- Nationale Bibliotheek van Israël: 987007258837705171
- Nederlandse Thesaurus van Auteursnamen: 070357838
- Réseau des bibliothèques de Suisse occidentale: 02-A003024352
- SNAC: w6g73ps9
- Système universitaire de documentation: 03160496X
- Museum of New Zealand Te Papa Tongarewa: 50681
- Trove: 794467
- Virtual International Authority File: 51750221
- WorldCat: E39PBJw8WdKhDvGqHYWtWFB9Dq